# Katie Duncan
Katie Duncan, nata Katie Cherie Hoyle (Cambridge, 1º febbraio 1988), è una calciatrice neozelandese, centrocampista, e allenatrice, dell'Onehunga Sports e della Nazionale neozelandese.

## Carriera

### Club
Katie Hoyle, dopo aver giocato in patria nel Claudelands Rovers, Lynn-Avon United e Glenfield Rovers, coglie l'opportunità di giocare all'estero scegliendo l'Europa, sottoscrivendo un contratto con il Bad Neuenahr che milita in Frauen-Bundesliga, il massimo livello del campionato tedesco femminile di calcio. In Germania rimane una sola stagione congedandosi dalla società con 16 presenze.
Decide quindi di trasferirsi in Australia vestendo prima la maglia dell'Eastern Suburbs per poi accettare la proposta del Melbourne Victory per giocare nella propria sezione femminile in W-League australiana. Con il club di Melbourne due stagioni tra il 2013 e il 2014, e nel gennaio 2014, a stagione conclusa, torna in Europa trasferendosi al Notts County.
Nel gennaio 2015 concretizza il proprio trasferimento al Zurigo, scelta dovuta anche per la volontà di stabilirsi assieme alla moglie Priscilla Duncan, anch'essa ex nazionale neozelandese e recentemente sposata, nello stesso luogo di lavoro. nelle due stagioni giocate con la società svizzera contribuisce a far raggiungere alla società la prima posizione in Lega Nazionale A, laureandosi per due volte consecutive Campione di Svizzera, aggiudicandosi inoltre la Coppa Svizzera.
Dall'estate 2016 fa ritorno in patria, decidendo di interrompere l'attività agonistica e, dedicandosi agli studi, ottenendo un Bachelor's degree in educazione fisica. Nel 2018 accetta l'incarico di tecnico della squadra femminile dell'Onehunga Sports.

### Nazionale
Selezionata dalla Federazione calcistica della Nuova Zelanda per rappresentare lo stato insulare prima nelle formazioni giovanili femminili, Hoyle gioca nella fase a gironi delle edizioni 2006 e 2008 del Campionato mondiale femminile Under 20 di calcio.
Già dal 2006 viene convocata nella Nazionale maggiore, esordendo con la maglia delle Football Ferns il 14 novembre, nella partita persa con la Nazionale cinese per 3 reti a 0. In seguito viene selezionata per rappresentare la Nuova Zelanda nel Mondiale di Cina 2007 dove non superò la fase a gironi battuta in tutti i tre incontri, con il Brasile (0-5), Danimarca (0-2) e Cina (0-2).
Katie Duncan venne inoltre convocata con la Nuova Zelanda per le olimpiadi estive del 2008., dove la Nuova Zelanda ha pareggiato con il Giappone, prima di perdere poi con Norvegia e Brasile.
Ha segnato il suo primo gol con la nazionale maggiore in una vittoria per 10-0 contro le Isole Cook nell'Oceania Women's Nations Cup il 1 ottobre 2010.
Duncan giocò con la Nuova Zelanda anche nei mondiali 2011.

## Palmarès

### Club
- Campionato svizzero: 2

Zurigo: 2014-2015, 2015-2016
- Campionato australiano: 1

Melbourne Victory: 2013-2014
- Coppa Svizzera: 2

Zurigo: 2014-2015, 2015-2016

### Nazionale
- Coppa delle nazioni oceaniane femminile: 3

2007, 2010, 2014